# Diplazium multigemmatum
Diplazium multigemmatum là một loài thực vật có mạch trong họ Woodsiaceae. Loài này được Lellinger miêu tả khoa học đầu tiên năm 1985.